# Boksen op de Middellandse Zeespelen 2009
Boksen is een van de sporten die beoefend werden tijdens de Middellandse Zeespelen 2009 in Pescara, Italië. Er waren elf onderdelen, alle voor mannen.

## Uitslagen
| Event   | Goud                | Zilver                          | Brons                                   |
| ------- | ------------------- | ------------------------------- | --------------------------------------- |
| 48 kg   | Jeremy Beccu        | Jose Kelvin De La Nieve Linares | Alfonso Pinto Ferhat Pehlivan           |
| 51 kg   | Nordine Oubaali     | Francisco Torrijos Portillo     | Samir Brahimi Vincenzo Picardi          |
| 54 kg   | Vittorio Parrinello | Abdelhalim Ouradi               | Hicham Mesbahi Salamana Wessan          |
| 57 kg   | Kerem Gurgen        | Branimir Stankovic              | Mohamed Amine Ouadahi Alessio Di Savino |
| 60 kg   | Domenico Valentino  | Filip Palic                     | Ljubomir Marjanovic Yakup Kilic         |
| 64 kg   | Alexis Vastine      | Driss Moussaid                  | Gaber El Sheairy Hamza Hassini          |
| 69 kg   | Onder Sipal         | Mehdi Khalsi                    | Velibor Vidic Hosam Abdyn               |
| 75 kg   | Rachid Hamani       | Adem Kilicci                    | Mathieu Bauderlique Luca Podda          |
| 81 kg   | Bosko Draskovic     | Abdelhafid Benchabla            | Yahia Elmekachari Onder Ozgul           |
| 91 kg   | Clemente Russo      | Mourad Sahraoui                 | Mohammed Arjaoui Ghossoun Mohammad      |
| + 91 kg | Roberto Cammarelle  | Marko Tomasovic                 | Alen Beganovic Mohamed Homrani          |

## Medailleklassement
| Plaats | Land                  | Goud | Zilver | Brons | Totaal |
| 1      | Italië                | 4    | 0      | 4     | 8      |
| 2      | Frankrijk             | 3    | 0      | 1     | 4      |
| 3      | Turkije               | 2    | 1      | 3     | 6      |
| 4      | Algerije              | 1    | 2      | 2     | 5      |
| 5      | Montenegro            | 1    | 0      | 1     | 2      |
| 6      | Marokko               | 0    | 2      | 2     | 4      |
| 7      | Kroatië               | 0    | 2      | 0     | 2      |
| 7      | Spanje                | 0    | 2      | 0     | 2      |
| 9      | Tunesië               | 0    | 1      | 3     | 4      |
| 10     | Servië                | 0    | 1      | 1     | 2      |
| 11     | Egypte                | 0    | 0      | 2     | 2      |
| 11     | Syrië                 | 0    | 0      | 2     | 2      |
| 13     | Bosnië en Herzegovina | 0    | 0      | 1     | 1      |
| Totaal | Totaal                | 11   | 11     | 22    | 44     |

1951 · 1955 · 1959 · 1963 · 1967 · 1971 · 1975 · 1979 · 1983 · 1987 · 1991 · 1993 · 1997 · 2001 · 2005 · 2009 · 2013 · 2018 · 2022
Atletiek · Basketbal · Bocce · Boksen · Gewichtheffen · Golf · Gymnastiek · Handbal · Judo · Kanovaren · Karate · Paardensport · Roeien · Schermen · Schietsport · Tafeltennis · Tennis · Voetbal · Volleybal · Waterpolo · Waterskiën · Wielersport · Worstelen · Zeilen · Zwemmen